# William Bramley
William Bramley (New York, 18 aprile 1928 – Los Angeles, 28 ottobre 1985) è stato un attore statunitense.

## Biografia
Nato a New York, William Bramley ha studiato alla Bucknell University, da cui si è laureato nel 1953. Nel 1961 fece il suo debutto cinematografico in West Side Story, in cui interpretava l'agente Krupke, un ruolo che aveva già ricoperto nel musical a Broadway due anni prima. Ha continuato a recitare sul grande schermo, apparendo in diversi film tra cui Supponiamo che dichiarino la guerra e nessuno ci vada, Quel certo non so che e The Wild Life. Attivo anche in campo televisivo, Bramley ha recitato in numerose serie TV, tra cui Star Trek, Lassie e Squadra emergenza. 
Morì a Los Angeles nel 1985, all'età di cinquantasette anni.

## Filmografia parziale

### Cinema
- West Side Story, regia di Jerome Robbins e Robert Wise (1961)
- Quel certo non so che (The Thrill of It All), regia di Norman Jewison (1963)
- Pistole roventi (Gunpoint), regia di Earl Bellamy (1966)
- Squadra omicidi, sparate a vista! (Madigan), regia di Don Siegel (1968)
- Lasciami baciare la farfalla (I Love You, Alice B. Toklas), regia di Hy Averback (1968)
- L'impossibilità di essere normale (Getting Straight), regia di Richard Rush (1970)
- Supponiamo che dichiarino la guerra e nessuno ci vada (Suppose They Gave a War and Nobody Came?), regia di Hy Averback (1970)
- Le mogli (Doctors' Wives), regia di George Schaefer (1971)
- Bless the Beasts & Children, regia di Stanley Kramer (1971)
- The Wild Life, regia di Art Linson (1984)

### Televisione
- Scacco matto (Checkmate) – serie TV, episodio 2x02 (1961)
- The Wide Country – serie TV, episodio 1x28 (1963)
- G.E. True – serie TV, episodio 1x17 (1963)
- Dakota (The Dakotas) – serie TV, episodio 1x03 (1963)
- La legge del Far West (Temple Houston) – serie TV, episodi 1x08-1x24 (1963-1964)
- Il virginiano (The Virginian) – serie TV, 5 episodi (1963-1968)
- Il ragazzo di Hong Kong (Kentucky Jones) – serie TV, episodio 1x23 (1965)
- Honey West – serie TV, episodio 1x02 (1965)
- The Wackiest Ship in the Army – serie TV, episodio 1x26 (1966)
- Agenzia U.N.C.L.E. (The Girl from U.N.C.L.E.) – serie TV, episodio 1x07 (1966)
- Iron Horse – serie TV, episodi 1x15-2x15 (1966-1967)
- I sentieri del west (The Road West) – serie TV, episodio 1x26 (1967)
- Cimarron Strip – serie TV, episodi 1x01-1x16 (1967-1968)
- Star Trek – serie TV, episodio 2x25 (1968)
- Sui sentieri del West (The Outcasts) – serie TV, episodio 1x12 (1969)

## Doppiatori italiani
- Corrado Gaipa ne L'impossibilità di essere normale
- Glauco Onorato in West Side Story